# Lucimar Teodoro
Lucimar Teodoro (née le 1er mai 1981 à Guararapes) est une athlète brésilienne, spécialiste des 400 m et 400 m haies.
Elle débute l'athlétisme en tant que senior en 2001. Elle participe aux Jeux olympiques de 2004 en faisant partie du relais 4 x 400 m qui n'atteint pas la finale. Elle représente ensuite le Brésil lors des Jeux de 2008, à la fois sur 400 m haies et sur relais. En mai 2009, elle bat le record d'Amérique du Sud du 400 m haies en 55 s 84 à Belém mais elle est signalée positive au dopage peu après et est suspendue pour deux ans par sa fédération après avoir admis cet usage.